# Solpuga conservatorum
Solpuga conservatorum är en spindeldjursart som först beskrevs av Lawrence 1964.  Solpuga conservatorum ingår i släktet Solpuga och familjen Solpugidae. Inga underarter finns listade i Catalogue of Life.